# Dejazmach
Dejazmach (Ge'ez: ደጅ አዝማች; literalmente: «general» o «comandante de la Puerta») era originalmente el título del comandante del cuerpo principal o central de un ejército etíope. También fue usado para llamar al jefe de un ejército o al gobernador-general o comandante en jefe de las fuerzas armadas de una provincia. Algunos han traducido su significado como «hijo de un Ras» pero es más probable que su equivalente sea el título romano de comes, el «compañero» o «delegado» del emperador, es decir, un conde europeo.